# Dionisie Linția

Dionisie Linția

Dionisie Linția (n. 13 august 1880, Grădinari, Caraș-Severin – d. 29 august 1952, Timișoara) a fost un ornitolog român.

## Activitatea profesională
Dionisie Linția a înființat prima Stațiune Ornitologică din România, la Jurilovca-Timișoara și a participat la organizarea Primului Congres al Naturaliștilor din România.
În 1932, Dionisie Linția, primul 'ornitolog al Statului', a creat Asociația Bănățeană de Protecție a Naturei, împreună cu care a inițiat Crăciunul Păsărilor, o manifestare care se dorea a fi o campanie de hrănire a păsărilor pe timp de iarnă, pentru a 'lega' păsările de un anumit loc.
În perioada interbelică a expus la Muzeul Banatului din Timișoara o colecție de păsări împăiate. În prezent, această expoziție cunoscută sub denumirea de „Colecția ornitologică Dionisie Linția" a Muzeul Banatului, este cea mai mare și completă colecție de păsări din România. O colecție similară, alcătuită tot de Dionisie Linția, dar mai mică, se găsește la muzeul orășenesc din orașul Vârșeț, districtul Banatul de Sud în Voivodina (Serbia).
Lucrarea de bază a ornitologiei românești este lucrarea lui Robert Ritter von Dombrowski, Ornis Romaniae, publicată în 1912 în limba germană și tradusă și completată apoi de Dionisie Linția, și editată în 3 volume „Păsările României” (1946-1955).
A scris monumentala monografie Păsările din R.P.R., ale cărei ultime volume au apărut postum: volumul II în 1954 și volumul III în 1955, în Editura Academiei RPR.
Dionisie Linția a fost primul cercetător care a perceput importanța biotopului de la Mlaștinile Satchinez. Ca urmare a intervențiilor sale, care a semnealat în scris în 1936 zona Becicherecul Mic - Satchinez, aceasta a fost declarată rezervație naturală, în 1942, cuprinzând terenuri mlăștinoase în aval de Satchinez (Jurn. Cons. Min. nr. 1166/1942).

## In memoriam
- În amintirea sa, la Timișoara o stradă a fost denumită Dionisie Linția.[7]
- În anul 2004, lui Dionisie Linția i s-a acordat (post-mortem) titlul de "Cetățean de Onoare al Municipiului Timișoara".[8]
- În martie 2009, consilierii locali din Timișoara au votat lista cu personalitățile cărora li se va amplasa un bust în Parcul Central pe Aleea Personalităților. Unul din cele 53 de busturi aprobate este al lui Dionisie Linția.[9]

## Scrieri proprii
- Catalogul sistematic al Faunei Ornitologice Române (166 p.), publicat de Institutul de Arte Grafice Ardealul, Timișoara, 1944

## Traduceri
- R. R von Dombrowski, Ornis Romaniae, traducere din limba germană , prelucrare și completare Dionisie Linția, vol. I: Fundația regală pentru literatură și artă 1946, vol. II: Editura Academiei RPR 1954, vol. III: Editura Academiei RPR 1955.